# 王军 (1964年)
王军（1964年11月1日—），男，天津人，中华人民共和国足球教练，前足球运动员，目前担任中国足球超级联赛武汉卓尔代理主教练，兼任中国国家足球队、中国U22男子国家足球队助理教练。此前，王军曾担任火车头队主教练，并长期在中国国青队任职，担任了中国国青队1985、1987、1989年龄段的助理教练。

## 生平
王军早年在八一队踢球，司职中场。1990年，王军加盟家乡球队火车头，1995年起王军兼任助理教练。1997年，王军转会武汉雅琪，作为球员兼助理教练，帮助武汉雅琪夺得甲B联赛冠军，升入甲A联赛，赛季后王军退役，继续担任球队的助理教练。1998年底，王军离开武汉回到天津，投身青少年足球事业。
2003年，当时在火车头队担任教练的王军参加了中国足协举行的竞聘会，成为中国国青队助理教练，辅佐贾秀全。贾秀全是他在八一队时的队友。2004年3月，贾秀全辞职，殷铁生接手，王军仍然留在教练组，辅佐殷铁生。2004年底，曾有传闻称王军将出任1987年龄段中国国青队（U17）的主教练，但这并未成为现实，后来中国足协决定让王军担任新成立的U18国家队的主教练。这支U18国家队是临时组建的，只是为了参加伊朗主办的一项邀请赛。中国足协原本打算让U17国家队（中国国少队）参加比赛，但是由于赛程冲突，只好另组一队。最终，王军带队获得邀请赛亚军，而这支U18国家队还是解散了。2005年春节期间，阎世铎宣布克劳琛成为中国国青队主教练，王军仍在中国国青队中担任助理教练。克劳琛带队征战了世青赛。当年8月，贾秀全出任新一届国青队主教练，王军和李力新任助理教练。结果贾秀全的国青队折戟亚青赛，没能拿到世青赛资格，回国后球队就地解散。2007年，新一届国青队组建，刘春明任主教练，王军和郑雄为助理教练。这一届国青队兵败沙特阿拉伯，未能拿到世青赛的门票，赛后自行解散。2008年底，中国足协准备成立新一届国家足球队，起初传出消息称王宝山将出任临时主教练，王军出任助理教练。王宝山是1983年龄段国青的主教练，王军则先后担任了1985、1987、1989年龄段国青队主教练。然而，后来中国国家队过渡主帅戏剧性地变成了殷铁生，王宝山和区楚良担任助理教练。媒体报道称王宝山是被足协“元老团”否决了。王军也就没能进入国家队教练组。
2009年，王军成为火车头队的主教练，这时火车头队的主场搬到了武汉，球队参加中乙联赛，预赛中拿到北区第四，进入决赛阶段，决赛第一轮就被淘汰，没能升上甲级。2010年，王军又接受裴恩才的邀请，加盟江苏舜天教练组。年底，江苏舜天不再与裴恩才续约，王军与裴恩才离开南京，加盟中国足球乙级联赛重庆足球俱乐部，裴恩才任主教练，王军担任助理教练。2011年中国足球乙级联赛五轮比赛后，裴恩才的球队只拿到4分，裴恩才下课，王军也离开了重庆。同年6月，王军加盟贵州智诚，任助理教练，主教练是张宁。2012年，王军被中乙球队河北中基聘为助理教练。2012年底，王军接受武汉卓尔时任主教练郑雄的邀请，前往武汉担任郑雄的副手。2013年中国国家队主教练卡马乔下课后，7月1日傅博接管中国国足，与区楚良、王军组成三人临时教练组，参加2013年东亚杯和亚洲杯外围赛。8月19日，换帅后的武汉卓尔仍然深陷降级区，主教练留比萨·图巴科维奇下课，王军以教练组组长身份代理主教练一职，此时武汉队排在联赛末位。9月，王军被任命为中国U22国家男子足球队助理教练，郑斌暂时代理王军主持武汉卓尔。王军上任后6场比赛拿到6分，球队在10月6日战平保级对手青岛中能，提前降回中甲联赛。